# Igreja de Nossa Senhora de Guadalupe (Salvador)
Igreja de Nossa Senhora de Guadalupe é um templo católico fundado no século XVII localizado na Ilha dos Frades, bairro de Salvador, capital do estado da Bahia.

## História
Fundado no século XVII, não há uma precisão enquanto a data de fundação da Igreja. Segundo dados coletados pelo Instituto do Patrimônio Artístico e Cultural da Bahia (IPAC), o Frei Agostinho de Santa Maria afirmava em 1711: “Esta casa da Senhora é muito antiga, e assim já não há lembrança, nem consta do tempo em que foi fundada; mas dizem que o fundador se chamava Domingos Rodrigues, e que era sumamente devoto desta Senhora, o qual era o Senhor daquelas terras”.
Localizada na Ilha dos Frades, a fachada principal da igreja está voltada para a barra da Baía de Todos-os-Santos, enquanto que no fundo existe um pequeno cemitério. Não existem residências em sua proximidade, mas um pequeno farol construído a poucos metros da capela prejudica sua ambiência. Tem características arquitetônicas notáveis, como uma pequena ermida constituída de uma pequena nave, capela-mor recoberta de abóbada, e sacristia.
A Igreja opera até os dias de hoje, tendo como festa principal o dia 12 de dezembro, data sancionada pelo Papa Pio XII para comemorar a data de Nossa Senhora de Guadalupe, padroeira da diocese e considerada por Pio XII como "padroeira de toda a América".

## Tombamento
Dada a sua importância histórica, no ano de 2002, a igreja passou pelo processo de tombamento histórico junto ao IPAC, órgão vinculado ao Governo do Estado da Bahia, responsável pela preservação patrimonial e de memória do estado.